# Nandufe
Nandufe é uma localidade portuguesa do município de Tondela que foi sede da extinta freguesia homónima que tinha 4,28 km² de área e 622 habitantes (2011), e, por isso, uma densidade populacional de 145,3 hab/km².
Com a reorganização administrativa de 2012, A freguesia de Nandufe foi agregada à de Tondela para criar a União das Freguesias de Tondela e Nandufe.

## População
| População da freguesia de Nandufe | População da freguesia de Nandufe | População da freguesia de Nandufe | População da freguesia de Nandufe | População da freguesia de Nandufe | População da freguesia de Nandufe | População da freguesia de Nandufe | População da freguesia de Nandufe | População da freguesia de Nandufe | População da freguesia de Nandufe | População da freguesia de Nandufe | População da freguesia de Nandufe | População da freguesia de Nandufe | População da freguesia de Nandufe | População da freguesia de Nandufe |
| --------------------------------- | --------------------------------- | --------------------------------- | --------------------------------- | --------------------------------- | --------------------------------- | --------------------------------- | --------------------------------- | --------------------------------- | --------------------------------- | --------------------------------- | --------------------------------- | --------------------------------- | --------------------------------- | --------------------------------- |
| 1864                              | 1878                              | 1890                              | 1900                              | 1911                              | 1920                              | 1930                              | 1940                              | 1950                              | 1960                              | 1970                              | 1981                              | 1991                              | 2001                              | 2011                              |
| 594                               | 634                               | 634                               | 589                               | 623                               | 588                               | 776                               | 768                               | 790                               | 727                               | 707                               | 756                               | 735                               | 645                               | 622                               |

| Distribuição da População por Grupos Etários | Distribuição da População por Grupos Etários | Distribuição da População por Grupos Etários | Distribuição da População por Grupos Etários | Distribuição da População por Grupos Etários | Distribuição da População por Grupos Etários | Distribuição da População por Grupos Etários | Distribuição da População por Grupos Etários | Distribuição da População por Grupos Etários | Distribuição da População por Grupos Etários |
| -------------------------------------------- | -------------------------------------------- | -------------------------------------------- | -------------------------------------------- | -------------------------------------------- | -------------------------------------------- | -------------------------------------------- | -------------------------------------------- | -------------------------------------------- | -------------------------------------------- |
| Ano                                          | 0-14 Anos                                    | 15-24 Anos                                   | 25-64 Anos                                   | > 65 Anos                                    |                                              | 0-14 Anos                                    | 15-24 Anos                                   | 25-64 Anos                                   | > 65 Anos                                    |
| 2001                                         | 94                                           | 72                                           | 344                                          | 135                                          |                                              | 14,6%                                        | 11,2%                                        | 53,3%                                        | 20,9%                                        |
| 2011                                         | 65                                           | 62                                           | 328                                          | 167                                          |                                              | 10,5%                                        | 10,0%                                        | 52,7%                                        | 26,8%                                        |

Média do País no censo de 2001:  0/14 Anos-16,0%; 15/24 Anos-14,3%; 25/64 Anos-53,4%; 65 e mais Anos-16,4%
Média do País no censo de 2011:   0/14 Anos-14,9%; 15/24 Anos-10,9%; 25/64 Anos-55,2%; 65 e mais Anos-19,0%

## Património
- Castro de Nandufe
- Relógio de Sol
- Pisão de Nandufe
- Central Hidroeléctrica de Pisões
- Igreja Matriz de Nandufe
- Praia Fluvial de Nandufe
- Museu Terras de Besteiros em Nandufe
- Lagar dos Mouros de Nandufe
- Moinhos de água de Nandufe
- Sporting Clube de Nandufe
- Levada Nova de Nandufe (Rio Dinha)